# Supercalifragilisticexpialidoce
Supercalifragilisticexpialidoce (em inglês: Supercalifragilisticexpialidocious) é o título de uma canção do filme de Walt Disney Mary Poppins (1964). A canção descreve a forma milagrosa para sair airoso de situações difíceis, e mesmo mudar a sua própria vida. Uma outra interpretação faz referência a algo fora do comum, algo que está acima do comum, suprassumo, espetacular.
A canção surge numa parte do filme na qual a personagem Mary Poppins é assediada por jornalistas depois de ganhar uma corrida de cavalos; um jornalista pergunta-lhe se não tem palavras para descrever o que sente, e então inicia-se uma sequência animada onde Mary Poppins começa a cantar sobre uma palavra que expressa os seus sentimentos nesse momento: "Supercalifragilisticexpialidoce".

## Origem
De acordo com os irmãos Richard e Robert Sherman, a canção foi composta em duas semanas. A palavra pode ser definida como: super- "supra", cali- "beleza", fragilistic- "frágil", expiali- "expiar", e doce- "educável", o que significa algo como "Expiatório para educabilidade através da frágil beleza".
De acordo com o filme de 1964, a palavra é usada quando "não há nada para se dizer".
É possível pensar em um anagrama diferente como: sufragilist, per Cali expia lidocios, ou numa tradução livre: A democracia (como sufragismo ou escolha pelo voto) é uma forma doce de eliminar 
a escuridão.

## No filme
A canção é cantada no filme em uma sequência animada, quando Mary Poppins vence uma corrida de cavalos. Feliz e atônita com a vitória, diz para os repórteres que está sem palavras ao responder suas perguntas. Então, ela e Bert começam a cantar a música alegremente.